# Wacław
Wacław (czes. Václav, niem. Wenzel) – ten, który zdobędzie więcej sławy, por. Bolesław; imię męskie pochodzenia słowiańskiego. Obecna forma w języku polskim jest czechizmem – po staropolsku brzmiałoby ono Więcesław.
Forma czeska wtórnie rozpowszechniła się w Polsce w wyniku kontaktów z czeską dynastią Przemyślidów, z przerwami panującą także w Polsce, która szczególnie kultywowała to imię. Jej ważnym przedstawicielem był święty Wacław, książę czeski zamordowany przez swego brata u wrót kościoła, święty i męczennik.
W Polsce imię Wacław traci na popularności. W 2001 w rejestrze PESEL występowało 92592 mężczyzn o tym imieniu, natomiast w 2024 – 21632 osób
Wacław obchodzi imieniny 4 marca, 5 marca, 4 kwietnia, 15 kwietnia, 28 września.
Żeński odpowiednik: Wacława.

## Mężczyźni noszący imię Wacław
Przemyślidzi
- Wacław I Święty – książę Czech
- Wacław I – król Czech
- Wacław II – król Czech i Polski
- Wacław III – król Węgier, Czech i Polski
- Wacław III Rybnicki

Luksemburgowie
- Wacław IV Luksemburski – król Czech i niemiecki

Piastowie śląscy
- Wacław I legnicki
- Wacław III Adam

Inni
- Wacław – elektor saski
- Wacław Berent –  pisarz
- Wacław Buryła – ks. poeta
- Wacław Denhoff-Czarnocki – żołnierz, poeta, założyciel Polonii Warszawa
- Wacław Depo – polski duchowny rzymskokatolicki, biskup
- Wacław Gieburowski – dyrygent i kompozytor
- Wacław Jagas – generał
- Wacław Kiełtyka – muzyk, gitarzysta i kompozytor
- Wacław Kisielewski – pianista
- Wenzel Franz Karl Koschinsky von Koschín (1673–1731) – czeski duchowny katolicki, biskup ordynariusz hradecki
- Wacław Kowalski – aktor
- Wacław Kuchar – piłkarz i hokeista
- Wacław Aleksander Lachman – kompozytor
- Wacław Leszczyński – XVII-wieczny duchowny, prymas
- Wacław Martyniuk – poseł SLD
- Wacław Niżyński – tancerz
- Wacław Oszajca – polski duchowny
- Wacław Pawliszak – malarz
- Wacław Potocki – poeta
- Wacław Rolicz-Lieder – poeta
- Wacław Seweryn Rzewuski – podróżnik, orientalista, pamiętnikarz, poeta, jeździec i znawca koni
- Wacław Sieroszewski – pisarz
- Wacław Sierpiński – polski matematyk
- Wacław Szybalski – biotechnolog
- Wacław z Szamotuł – kompozytor i poeta
- Václav Havel – czeski pisarz, dramaturg i polityk, prezydent Czechosłowacji i Czech
- Václav Klaus – czeski polityk, prezydent Czech

## W kulturze[2]
- Wacława dzieje romantycznego poety Stefana Garczyńskiego
- Wacław – poemat Juliusza Słowackiego
- Wacław – bohater powieści poetyckiej Maria Antoniego Malczewskiego
- Wacław w poemacie Ludmiła Zalewskiego
- Wacław – bohater powieści Zmory Emila Zegadłowicza
- Wacław Milczek –  bohater Zemsty Aleksandra Fredry
- Wacław Wareda – postać literacka związana z Tadeuszem Dołęgą-Mostowiczem[8].